# آرام ایسابکیان
آرام ایسابکیان (ارمنی: Արամ Իսաբեկյան؛ زادهٔ ۲۶ سپتامبر ۱۹۵۲) نقاش اهل ارمنستان است.

## زندگی‌نامه
وی در ۲۶ سپتامبر ۱۹۵۲ در ایروان از والدینی با نام‌های ادوارد ایسابکیان و آرپنیک نالباندیان به دنیا آمد و از آکادمی دولتی هنرهای زیبای ارمنستان فارغ‌التحصیل گشت. وی عضو اتحادیه نقاشان ارمنستان می‌باشد. وی برنده جوایزی همچون نقاش مردمی جمهوری ارمنستان، چهره هنری شایسته جمهوری ارمنستان، مدال موسس خورناتسی (۲۰۰۱) است.